# Graña (Puenteceso)
Graña, San Vicente de Graña o San Vicente da Graña (llamada oficialmente San Vicenzo da Graña) es una parroquia española del municipio de Puenteceso, en la provincia de La Coruña, Galicia.

## Entidades de población
Entidades de población que forman parte de la parroquia:
- Carballido
- Cerezo de Arriba
- Lestimoño

## Demografía
| Gráfica de evolución demográfica de Graña entre 2000 y 2019 |
|                                                             |
| Datos según el nomenclátor publicado por el INE.            |